# Bareless
Bareless – wieś w Anglii, w hrabstwie Northumberland. Leży 83 km na północny zachód od miasta Newcastle upon Tyne i 479 km na północ od Londynu.